# زوتوپیا ۲
زوتوپیا ۲ (انگلیسی: Zootopia 2; با عنوان‌های Zootropolis 2 یا Zoomania 2 در مناطق مختلف) فیلمی پویانمایی کمدی پلیس رفیق آمریکایی است که توسط استودیو انیمیشن والت دیزنی تولید شده است. این فیلم دنباله زوتوپیا (۲۰۱۶) است که توسط جرد بوش و بایرون هاوارد کارگردانی، توسط بوش نوشته شده و توسط ایوت مرینو تهیه شده است. در این فیلم جنیفر گودوین، جیسون بیتمن، ادریس البا، جنی سلیت، نیت تورنس، بانی هانت، دان لیک، تامی چونگ، آلن تودیک و شکیرا نقش‌های خود را از فیلم نخست تکرار می‌کنند و جاناتان کی کوان، فورچون فیمستر، کوئینتا برانسون، ژان رنو، مکالی کالکین، برندا سونگ، پاتریک واربرتون و ویلمر والدراما به جمع بازیگران پیوسته‌اند. این فیلم داستان جودی هاپس و نیک وایلد را دنبال می‌کند که در تعقیب ساکن مرموز و جدید زوتوپیا به نام گری اسنیک هستند.
زوتوپیا ۲ قرار است در ۲۶ نوامبر ۲۰۲۵ در ایالات متحده منتشر شود.

## فرضیه
جودی و نیک ردپای پرپیچ و خم یک خزندهٔ مرموز را دنبال می‌کنند که با ورود به زوتوپیا، این کلانشهر پستانداران را به هم می‌ریزد. برای حل این پرونده، جودی و نیک مجبور می‌شوند در بخش‌های غیرمنتظره و جدیدی از شهر مخفیانه فعالیت کنند.— استودیو انیمیشن والت دیزنی

## صداپیشگان
- جنیفر گودوین در نقش جودی هاپس، یک خرگوش جوان و خوش‌بین از شهر بانی‌بورو و اولین خرگوش عضو اداره پلیس زوتوپیا[۳]
- جیسون بیتمن در نقش نیک وایلد، یک روباه سرخ مکار که قبلاً کلاهبردار کوچکی بود و بعدها به عنوان اولین روباه به اداره پلیس زوتوپیا پیوست
- ادریس البا در نقش رئیس بوگو، گاومیش کوهان‌دار و رئیس پلیس اداره پلیس زوتوپیا[۴]
- نیت تورنس در نقش بنجامین کلاوهاوزر، یوزپلنگی که در اداره پلیس زوتوپیا کار می‌کند[‡ ۲]
- جاناتان کی کوان در نقش گری اسنیک، یک افعی رخ‌چاله‌ای که جودی و نیک در حال تعقیبش هستند، در حالی که او سعی دارد به خانواده‌اش کمک کند[۵]
- فورچون فیمستر در نقش نیبلز میپل‌استیک، یک سگ آبی ساکن بازار مارش که با جودی و نیک مواجه می‌شود
- شکیرا در نقش غزال، یک آهوی ستاره موسیقی پاپ[‡ ۳]
- کوئینتا برانسون در نقش دکتر فازبی، یک کوئوکا که به عنوان درمانگر جودی و نیک در اداره پلیس همکاری می‌کند[۶]
- ژان رنو در نقش بوشرون، یک افسر پلیس بز[۷]
- موریس لامارش در نقش آقای بیگ، یک حشره‌خوار قطب شمال و گانگستر با سبکی شبیه به پدرخوانده[۷]
- بانی هانت در نقش بانی هاپس، یک خرگوش و مادر جودی[۸]
- دان لیک در نقش استو هاپس، یک خرگوش و پدر جودی[۸]
- جنی سلیت در نقش دان بلوزر، یک گوسفند که پشت حمله‌های وحشیانه در فیلم اول بود و در حال حاضر در زندان به سر می‌برد[۸]
- آلن تودیک در نقش دوک ویزلتون، یک راسوی کلاهبردار[۸]
- تامی چونگ در نقش یاکس، یک غژگاو[۸]
- جاش دالاس در نقش خوک دیوانه[۸]
- لیه لاثم در نقش فرو فرو، دختر آقای بیگ[۸]
- مارک راینو اسمیت در نقش افسر مک‌هورن، یک افسر کرگدن[۸]
- ریموند اس. پرسی در نقش فلش اسلاتمور، یک تنبل[۸]
- پیتر منسبریج در نقش پیتر موسبریج، یک گزارشگر اخبار موس[۹]

علاوه بر این، مکالی کالکین، برندا سونگ، پاتریک واربرتون و ویلمر والدراما در نقش‌های نامعلومی انتخاب شده‌اند.
شخصیت‌های جدید دیگری که در این فیلم معرفی می‌شوند عبارتند از: ویند دنسر (یک اسب نر و بازیگر سابق که پس از لیدور لاینهارت به عنوان شهردار جدید زوتوپیا انتخاب می‌شود)، لینکسلی‌ها (یک خانواده ثروتمند از لینکس‌ها)، شورون (یک افسر پلیس بز دیگر) و مارلون گریزبی (یک افسر پلیس خرس گریزلی).

## تولید

### توسعه
در ژوئن ۲۰۱۶، کارگردانان بایرون هاوارد و ریچ مور دربارهٔ احتمال ساخت دنباله‌ای برای زوتوپیا وارد گفتگو شدند. در ۸ فوریه ۲۰۲۳، در جریان تماس تلفنی اعلام درآمد سه‌ماهه اول سال، مدیرعامل دیزنی باب ایگر تأیید کرد که دنباله‌ این فیلم در حال تولید فعال است. همان روز، فیلم‌نامه‌نویس جرد بوش نیز تأیید کرد که در حال کار روی این فیلم است. جنیفر گودوین، صداپیشه جودی هاپس، به سینِمابِلِند گفت که دوست دارد در دنباله‌ فیلم، جودی و نیک جای خود را عوض کنند. او گفت: «دوست دارم نیک کسی باشد که این‌بار باید جودی را قانع کند که دنیا ارزش مبارزه کردن را دارد». جیسون بیتمن، صداپیشه شخصیت نیک وایلد، نیز ایده‌ خود برای دنباله را با سینمابلند در میان گذاشت: «ما دو نفر [نیک و جودی]، داریم از شر بدها خلاص می‌شویم. داریم خیابان‌ها را پاکسازی می‌کنیم. یک جفت پلیس جدید هستیم. پس، آدم‌بدها، مراقب باشید.»
در ۷ فوریه ۲۰۲۴، ایگر تاریخ اکران فیلم را اعلام کرد و عنوان رسمی آن را زوتوپیا ۲ نامید. در ۱۵ آوریل، گودوین در حساب کاربری اینستاگرام خود تأیید کرد که ضبط دیالوگ‌های جودی را آغاز کرده و این موضوع نشان می‌داد که فیلم وارد مرحله تولید شده است. در نمایشگاه دی‌۲۳ اکسپو در ۹ اوت، اعلام شد که زوتوپیا ۲ شامل شخصیت‌هایی از خزندگان خواهد بود و جاناتان کی کوان در نقش گری، یک مار که توسط نیک و جودی تحت تعقیب است، ایفای نقش خواهد کرد. در این مراسم همچنین بخشی از فیلم به نمایش درآمد که در آن نیک و جودی در بازار مارش به دنبال گری می‌گردند. روز بعد، بوش در حساب کاربری خود در توییتر اعلام کرد که فورچون فیمستر به صداپیشگان فیلم پیوسته و نقش یک سگ آبی به نام نیبلز را ایفا می‌کند. در همان ماه، مشخص شد که بوش تنها نویسنده و کارگردان این دنباله خواهد بود و ایوت مرینو تهیه‌کنندگی فیلم را بر عهده دارد. در ۱۹ سپتامبر، بوش پس از کناره‌گیری جنیفر لی برای کارگردانی یخ‌زده ۳، به عنوان مدیر ارشد خلاقیت استودیو انیمیشن والت دیزنی منصوب شد. روز بعد، بوش تأیید کرد که بایرون هاوارد، خالق و کارگردان اصلی زوتوپیا، بازگشته تا به عنوان کارگردان مشترک در زوتوپیا ۲ همکاری کند. در ۸ نوامبر، در رویداد دی‌۲۳ برزیل، شکیرا رسماً اعلام کرد که برای صداپیشگی شخصیت غزال در این دنباله بازمی‌گردد و فاش کرد که در حال نوشتن یک ترانه جدید برای فیلم به همراه اد شیرن است و غزال نیز لباسی جدید خواهد پوشید. در ۳ آوریل، در سینماکان، بخش‌های جدیدی از فیلم به نمایش درآمد که در آن کوئینتا برانسون در نقش شخصیت جدیدی به نام دکتر فازبی حضور داشت. در ۱۳ ژوئن در جشنواره بین‌المللی فیلم انیمیشن انسی ۲۰۲۵، اعلام شد که ژان رنو به گروه بازیگران خواهد پیوست و موریس لامارش نیز نقش خود را به عنوان آقای بیگ تکرار خواهد کرد. در ۱۶ ژوئن، تأیید شد که مایکل جاکینو برای ساخت موسیقی متن فیلم بازخواهد گشت. در ژوئیه ۲۰۲۵، اعلام شد که اد شیرن در ترانه شکیرا همکاری خواهد داشت. در ۷ اوت، اعلام شد که مکالی کالکین، برندا سونگ، پاتریک واربرتون و ویلمر والدراما به گروه بازیگران خواهند پیوست. در ۹ اوت ۲۰۲۵، جرد بوش در شبکه‌های اجتماعی تأیید کرد که زوتوپیا ۲ یکی از بزرگترین گروه‌های صداپیشگی در میان تمام فیلم‌های تولیدشده توسط استودیو انیمیشن والت دیزنی را خواهد داشت.
پوستر اولیه فیلم در ۱۹ مه ۲۰۲۵ رونمایی شد و تیزر تریلر آن روز بعد، در ۲۰ مه، منتشر شد. دومین پوستر اولیه فیلم و اولین تریلر رسمی آن در ۳۰ ژوئیه ۲۰۲۵ به نمایش درآمد.
ضبط صدای بسیاری از شخصیت‌های اصلی نیز از اواخر ژوئن تا اوت همان سال به پایان رسید.

## انتشار
زوتوپیا ۲ برای اکران در ۲۶ نوامبر ۲۰۲۵ در ایالات متحده توسط والت دیزنی پیکچرز برنامه‌ریزی شده است.